# Richard Wagner (Journalist)
Richard Wagner (Pseudonym: Homo; * 22. November 1868 in Odenhausen (Lahn); † 13. März 1927 in Kassel) war ein deutscher Journalist und Schriftsteller.

## Leben
Richard Wagner wurde 1868 in Odenhausen an der Lahn im Königreich Preußen geboren. Er begann ein Studium der Rechtswissenschaft an der Universität Gießen, brach dieses jedoch ab. Er trat 1889 als Angestellter in den Postdienst ein, wo er zum Beamten aufstieg. Er engagierte sich für die sozialistische Lehre und wurde aufgrund politischer Agitation aus dem Postdienst entlassen. Wagner arbeitete nachfolgend als Journalist und war 1903/1904 als Redakteur bei der Leipziger Volkszeitung tätig. Im Jahr 1908 übernahm er die Redaktion des sozialdemokratischen Volksfreundes in Braunschweig. Während des Ersten Weltkriegs zeigte er sich zunächst kriegsbegeistert und der MSPD zugehörig, änderte sich dann jedoch zum radikalen Sozialdemokraten. Er empfand sich später als „Sprachrohr“ der Hauptakteure der Novemberrevolution in Braunschweig, August Merges und Sepp Oerter. Mit beiden Revolutionären lag der „Schreibtischrevolutionär“ Wagner häufig im Streit, da diese ihm eine aggressive Schreibweise vorwarfen. In dem autobiographischen, 1924 unter Pseudonym veröffentlichten Roman Zigeunerblut im Aktenschrank schilderte Wagner später anschaulich die Novemberrevolution in Braunschweig und das Wirken von August Merges.
Aufgrund eines 1914 erschienenen Artikels wurde Wagner in Vorbeugehaft genommen und mit einem Verbot politischer Aktivitäten belegt. Der anpassungsfähige Journalist schrieb daraufhin in den Jahren 1914 bis 1918 Stimmungsberichte für die rechtsstehende Braunschweigische Landeszeitung und in den Jahren 1918/1919 für die Braunschweigische sozialistische Landeskorrespondenz, das am 17. Dezember 1918 erstmals erschienene Organ der Presse- und Propagandaabteilung des Braunschweiger Arbeiter- und Soldatenrats. Seine Stellung bei der Braunschweigischen Landeszeitung verlor Wagner aufgrund der Bekanntmachung von Interna aus dem bürgerlichen Lager. Er arbeitete nachfolgend erneut kurzzeitig für den Volksfreund. Wagner ging Ende 1919 als freier Schriftsteller nach Kassel, wo er im März 1927 im Alter von 58 Jahren starb.

## Schriften (Auswahl)
- Aether und Wille oder Haeckel und Schopenhauer. Eine neue Lösung der Welträtsel. 1901.
- Novellen und Skizzen. C. F. Amelang, Leipzig 1921.
- Homo (Pseudonym): Zigeunerblut im Aktenschrank. Thüringer Verlagsanstalt, Jena 1924. (Digitalisat auf privater Webseite)